# 罗根斯托夫
罗根斯托夫（德語：Roggenstorf）是德国梅克伦堡-前波美拉尼亚州的一个市镇。总面积19.88平方公里，总人口458人，其中男性239人，女性219人（2011年12月31日），人口密度23人/平方公里。